# Museu de História da Medicina (Gotemburgo)
O Museu de História da Medicina – em sueco:  Medicinhistoriska museet - é um museu de história da Medicina da cidade sueca de Gotemburgo.